# Ogawa Takumi
Takumi Ogawa (sinh ngày 27 tháng 4 năm 1987) là một cầu thủ bóng đá người Nhật Bản.

## Sự nghiệp câu lạc bộ
Takumi Ogawa đã từng chơi cho FC Machida Zelvia và Fujieda MYFC.